# Anambodera
Anambodera (лат.) — род жуков-златок из подсемейства Polycestinae.
Мелкие жесткокрылые (4 — 6 миллиметров), продолговатые, черные жуки с желтоватыми отметинами на дорзуме. Верхняя сторона хорошо пунктирована, надкрылья с мелкими рядами точек.

## Распространение
Неарктика: Канада, Мексика, США.

## Систематика
7 видов. Род Anambodera был выделен на основе видов, которые ранее включались в состав рода Acmaeodera
:
- Anambodera clarki Westcott, 2001
- Anambodera gemina (Horn, 1878typus (=Acmaeodera gemina Horn, 1878) typus — Канада, США
- Anambodera lucernae (Knull, 1973) — Калифорния
- Anambodera lucksani Walters, 1982 — Калифорния
- Anambodera nebulosa (Horn, 1894) — Калифорния
- Anambodera palmarum (Timberlake, 1939) — Калифорния
- Anambodera santarosae (Knull, 1960) — Калифорния, Невада